# Provinz Huanca Sancos
Die Provinz Huanca Sancos gehört zur Verwaltungsregion Ayacucho in Südwest-Peru. Sie besitzt eine Fläche von 2862 km². Beim Zensus 2017 wurden in der Provinz 8409 Einwohner gezählt. Im Jahr 2007 betrug die Einwohnerzahl 10.620, im Jahr 1993 10.213. Verwaltungssitz ist Huanca Sancos.

## Geographische Lage
Die Provinz Huanca Sancos liegt im Westen der Region Ayacucho. Sie erstreckt sich über das Andenhochland und reicht im Westen bis zur peruanischen Westkordillere. Der Río Caracha, rechter Nebenfluss des Río Pampas, entwässert das Gebiet nach Norden hin. 
Die Provinz Huanca Sancos grenzt im Norden an die Provinz Víctor Fajardo, im Süden an die Provinz Lucanas sowie im Westen an die Provinz Huaytará (Region Huancavelica).

## Verwaltungsgliederung
Die Provinz Huanca Sancos besteht aus 4 Distrikten. Der Distrikt Sancos ist Sitz der Provinzverwaltung.
| Distrikt                | Verwaltungssitz         |
| ----------------------- | ----------------------- |
| Carapo                  | Carapo                  |
| Sacsamarca              | Sacsamarca              |
| Sancos                  | Huanca Sancos           |
| Santiago de Lucanamarca | Santiago de Lucanamarca |